# ブロークンサイド
ブロークンサイド（Brokencyde、brokeNCYDEの表記も）は、2006年にアメリカ合衆国ニューメキシコ州アルバカーキで結成されたヒップホップ・グループ。現在のメンバーは、マイケル・"ミクル"・シェイとジュリアン・"ファット・J"・マクレラン。叫び声を含むクランク・コア・ジャンル草創期のグループの一つである。

## メンバー

### 現在のメンバー
- マイケル・"ミクル"・シェイ (Michael "Mikl" Shea) – クリーン・ボーカル、ラップ (2006年– )
- ジュリアン・"ファット・J"・マクレラン (Julian "Phat J" McLellan) – ラップ、デスヴォイス、ギター、ベース、キーボードシンセサイザー、プログラミング (2007年–2012年、2022年– )

### ツアー・メンバー
- パウロ・"シュイ?"・イダルゴ (Paulo "Psuy?" Hidalgo) – バック・ボーカル (2011年– )
- エース・ネロイグジスタンス (Ace Neroexistence) – キーボード、プログラミング (2011年– )
- チャド・"ビッグ・チャコ"・チャディラック (Chad "Big Chaco" Chadillac) – ドラム (2011年– )

### 旧メンバー
- デヴィッド・"セヴン"・ガレゴス (David "Se7en" Gallegos) – スクリーム・ボーカル、ラップ (2006年–2022年)
- アンソニー・"アンツ"・トルヒージョ (Anthony "Antz" Trujillo) – アンクリーン・ボーカル、ラップ、プログラミング (2008年–2014年)

## ディスコグラフィ

### アルバム
- I'm Not a Fan, But the Kids Like It! (2009年、BreakSilence)
- 『ウィル・ネヴァー・ダイ』 - Will Never Die (2010年、BreakSilence)
- 『ギルティ・プレジャー』 - Guilty Pleasure (2011年、BreakSilence)
- All Grown Up (2016年、Self-released)
- 0 to Brokencyde (2018年、Cleopatra)